# Bjørn Hasløv
Bjørn Borgen Hasløv (ur. 18 maja 1941 w Kopenhadze) – duński wioślarz, złoty medalista olimpijski.
Wystąpił na igrzyskach olimpijskich w Tokio w 1964, gdzie reprezentacja Danii w składzie: John Ørsted Hansen, Erik Petersen, Kurt Helmudt i Bjørn Hasløv zdobyła złoty medal w czwórkach bez sternika. W finale o 1,17 sekundy wyprzedzili osadę Wielkiej Brytanii, a o 2,07 sekundy pokonali osadę USA. Był to jego jedyny start olimpijski.
W tym samym roku, w tym samym składzie i tej samej konkurencji Duńczycy zdobyli srebrny medal mistrzostw Europy w Amsterdamie.
Po zakończeniu kariery został architektem.